# Sales Kleeb-Häfliger
Sales Kleeb-Häfliger (* 23. Februar 1930 in Richenthal; † 30. März 2025 in Menzingen) war ein Schweizer Komponist, Dirigent, Musikpädagoge und Kulturvermittler. Sein umfangreiches Werk umfasst zahlreiche Kompositionen für Blas-, Chor- und Kirchenmusik. Kleeb prägte während Jahrzehnten das Musikleben im Kanton Zug sowie das Musikschulwesen in der Schweiz und weit darüber hinaus.

## Leben
Sales Kleeb wurde am 23. Februar 1930 als sechstes von sieben Kindern in Richenthal, zuhinterst im Luzerner Hinterland  geboren. Sein Vater Anton Kleeb (1891–1957) war Dorflehrer, Gemeindepräsident, Organist und Blasmusikdirigent. Seine Mutter Josefa Maria Kleeb-Ruckstuhl (1891–1978) war Hausfrau und Handarbeitslehrerin. Von 1945 bis 1950 absolvierte Sales Kleeb in Hitzkirch das Lehrerseminar und unterrichtete von 1950 bis 1961 in seinem Heimatort. In dieser Zeit war er Dirigent mehrerer Musikgesellschaften, wurde Militärtrompeter und später Spielführer mehrerer Regimentsspiele. Von 1959 bis 1962 studierte Kleeb Komposition an der Musikakademie Zürich.
In der Klosterkirche Einsiedeln heiratete Sales Kleeb 1954 seine Richenthaler Jugendliebe Hildegard Häfliger (1930–2008), die älteste Tochter von Emil und Rösly Häfliger-Moser. Doktor Häfliger, aus Willisau stammend und aristokratisch geprägt, war Kurarzt im Kurhaus Richenthal, das für seine Kneippkuren über die Landesgrenzen hinaus bekannt war. 
Für die Familiengründung baute das junge Ehepaar ein modernes Haus, was fürs ländlich geprägte Hinterland ziemlich ungewöhnlich war. Die Inneneinrichtung kauften sie, inspiriert vom Luzerner Kunstgeschichtsprofessor Xaver von Moos, bei «Wohnbedarf Zürich» von Werner Max Moser, Sigfried Giedion und Rudolf Graber, das führende Einrichtungsgeschäft für progressives Wohnen seiner Zeit. Die Möbel stammten von Designern wie Alvar Aalto, Willy Guhl oder Hans Gugelot, die Beleuchtung war von der berühmten Firma BAG Turgi, welche die Innenräume des Hauses für ihren Firmenprospekt fotografieren liess.
1961 zog die Familie Kleeb in die Stadt Zug, wo Sales Kleeb eine Stelle als Primarlehrer antrat. 1962 übernahm Kleeb die Leitung der Kadettenmusik Zug im Nebenamt, von 1967 bis 1987 im Hauptamt. 1967 beauftragte ihn der Stadtrat mit einer Studie zur Neuorganisation der Musikschule der Stadt Zug. Robert Wiesendanger, der damalige Stadtpräsident, beauftragte Kleeb dann mit der Neugestaltung der Schule, die Kleeb ab 1969 bis zu seiner Pensionierung 1993 im Hauptamt leitete. Zu Beginn gab es an der Schule zwei Lehrpersonen, am Schluss waren es gegen hundert. Auch die Schülerzahlen stiegen stetig an und das Niveau wurde immer besser. Konzerte der Kadettenmusik erreichten höchste Qualität und wurden zu einem wichtigen Ereignis im kulturellen Leben der Stadt. Die erfolgreiche Neugestaltung der Schule hatte Vorbildcharakter für alle Musikschulen im Kanton Zug, auch für andere Schulen in der ganzen Schweiz und sogar im Ausland. Sales Kleeb war visionärer Ideengeber und genialer Organisator in einer Person. Viele der heute als selbstverständlich betrachteten Errungenschaften zahlreicher Musikschulen fussen auf seiner Initiative.
Sales Kleeb war Mitbegründer des Verbandes Musikschulen Schweiz (VMS) und von 1989 bis 1998 Kursleiter und Referent in der Schulleiterausbildung des VMS. Von 1975 bis 2000 war er Prüfungsexperte am Konservatorium Luzern und an der Musikhochschule Luzern. Kleeb war langjähriger Juror und Experte beim Schweizerischen Blasmusikverband (SBV) und komponierte Aufgabenstücke für den Schweizerischen Brass Band Wettbewerb Montreux und für das Eidgenössische Musikfest. Neben seiner pädagogischen Tätigkeit war Kleeb ein produktiver Komponist. Sein Gesamtwerk umfasst rund 100 Kompositionen für Blasorchester, Chöre, Vokalensembles, Kammermusik und Kirchenmusik. Viele seiner Werke wurden als Pflichtstücke bei Wettbewerben eingesetzt.
Für sein Schaffen wurde Sales Kleeb vielfach geehrt und ausgezeichnet. Er erreichte für die Schweiz hinter Norwegen den 2. Platz des Kompositionswettbewerbs der Union Européenne de Radio-Télévision (Europäische Rundfunkunion) mit dem Marsch «Transeurope» (1973), wurde für seine kulturellen Leistungen mit dem Anerkennungspreis des Regierungsrates des Kantons Zug (1988) geehrt, erhielt den Stephan-Jaeggi-Preis des Eidgenössischen Musikverbandes (1990), den Sonderpreis für Chorkompositionen der Alberik-Zwyssig-Stiftung (2001), den Frauenthaler Lebkuchen der Stadt Zug (2001) für seine ausserordentlichen musikpädagogischen Leistungen und war Ehrenbürger seiner Heimatgemeinde Richenthal LU (2004). Zudem war Kleeb Ehrenmitglied des Verbands der Musikvereine des Kantons Zug (ZBV), Ehrenmitglied des Schweizerischen Musikpädagogischen Verbands (SMPV) sowie Ehrenmitglied der Schweizerischen Arbeitsgemeinschaft für Jugendmusik und Musikerziehung (SAJM).
Aus der Ehe mit Hildegard Kleeb-Häfliger gingen drei Kinder hervor: Hildegard Kleeb (* 1957), Pianistin und Klangkünstlerin, Andreas Kleeb (* 1962), Unternehmer und Politiker, sowie Ueli Kleeb (* 1964), Gestalter, Szenograf und Künstler.
Sales Kleeb verstarb am 30. März 2025 im Alter von 95 Jahren in Menzingen (Kanton Zug).

## Kompositionen (Auswahl)
- Das Alpencorps (dem Geb AK 3 gewidmet von Oberst B. Herzer), 1979, StA ZG P 389.2.1.3
- Altdorfer Tellenmarsch (für Blasmusik), 1965, StA ZG P 389.2.1.4
- Ardeat Lucerna (Kleine Seetaler Kantate zum 100-Jahr-Jubiläum des Männerchors Hochdorf 1895–1995), 1994–2005, StA ZG P 389.2.1.5
- Bendliker-Marsch (Bearbeitung), ca. 1960 –ca. 1990, StA ZG P 389.2.1.7
- Der Brigadier (Brigadier Cramer-Marsch gestiftet von Oberst W. Brunner, Inf-Chef einer Reduitbrigade, Direktionsstimme B), 1971–1972, StA ZG P 389.2.1.9
- Bundesrätin Ruth Metzler-Arnold-Marsch, 2001–2003, StA ZG P 389.2.1.10
- Buretanz (Wenn eine tannige Hose het, nach dem Kanon von Otto Müller-Blum für vier Solotrompeten und Blasmusik), 1970, StA ZG P 389.2.1.11
- Centenary (Festmarsch zum 100-Jahr-Jubiläum Landis & Gyr), 1996, StA ZG P 389.2.1.12
- Drei Röslein (nach dem schwäbischen Volkslied «Jetzt gang i ans Brünnele, trink aber net»), 1999–2004, StA ZG P 389.2.1.14
- Engelsreise (Suite für Klavier), 1997, StA ZG P 389.2.1.15
- Festlicher Aufmarsch, 1969, StA ZG P 389.2.1.17
- Froh und wohlgemut! (alter Richenthaler Nachmusterungsmarsch), ca. 1960–ca. 2000, StA ZG P 389.2.1.19
- Frohes Fest (Geburtstagsmarsch für Herrn Dr. Peter Künzli-Real, Basel), 1966, StA ZG P 389.2.1.20
- Gregor-Quintett (für 2 Trompeten, Horn, Posaune und Tuba), gewidmet dem Passamezzo Brass Quintett und seinem 1. Trompeter Gregor Keiser, 1995, StA ZG P 389.2.1.23
- Heinzenberger-Marsch, 1970, StA ZG P 389.2.1.24
- Heiri-Wipf-Marsch (für Blasmusik, dem Ehrenzunftmeister gewidmet von der Zunft Hottingen, Zürich), 1969, StA ZG P 389.2.1.26
- Hesch Du mech gärn? (Liebeslied für Hildegard), ca. 1952–2017, StA ZG P 389.2.1.27
- Hornusser-Marsch (für Blasorchester und Brass Band), dem Eidgenössischen Hornusserverband zum 100-Jahr-Jubiläum, gewidmet von der Hornusser-Gesellschaft Hintermoos-Reiden und dem OK des 33. Eidgenössischen Hornusserfestes in Langnau bei Reiden LU vom 01.09.2002, 2002, StA ZG P 389.2.1.28
- Hujahara-Marsch (100 Jahre Harmonie Rain), 1966, StA ZG P 389.2.1.29
- Jakob Fehr-Marsch (gestiftet von der Harmoniemusik Wollishofen ZH), ca. 1965–ca. 1980, StA ZG P 389.2.1.31
- Johannes-Messe (deutsche Messe für gemischten Chor, Fernchor, Kinderstimmen, Volksgesang und Orgel), zum Goldenen Priesterjubiläum von Stiftspropst Johannes Amrein am 27.06.2004 in der Hofkirche Luzern, 2004–2012, StA ZG P 389.2.1.33
- Johanniter-Marsch (zur 800-Jahrfeier Hohenrain), 1982, StA ZG P 389.2.1.34
- Kadetten-Marsch, 1965, StA ZG P 389.2.1.36
- La Chapelle des Marches, 1999–2001, StA ZG P 389.2.1.37
- Landammann Bruno Leuthold-Marsch (Bearbeitung), ca. 1970–ca. 2000, StA ZG P 389.2.1.38
- Die Ländler-Solisten (nach traditionellen Ländlerthemen zusammengestellt), 1972, StA ZG P 389.2.1.39
- Das Lilienbanner (Marsch für Blasmusik, zur Fahnenweihe der Musikgesellschaft Pfaffnau LU), 1966, StA ZG P 389.2.1.41
- Max Beckmann-Suite (gewidmet dem Saxofonyx-Quartett), 1999–2006, StA ZG P 389.2.1.43
- Richenthaler Hubertusmesse in memoriam venatorum mortuorum, ca. 1998–ca. 2010, StA ZG P 389.2.1.45
- Richenthaler-Marsch, 1972, StA ZG P 389.2.1.46
- Rudenzer Regimentsmarsch, 1978, StA ZG P 389.2.1.47
- Transeurope Konzertmarsch, 1973–1974, StA ZG P 389.2.1.48
- Tu-Ju-Dixie-Marsch (Turgemer Jugendfestmarsch), 1976, StA ZG P 389.2.1.50
- Walter-Eberspächer-Marsch (The Honorary Cadet), 1978–1981, StA ZG P 389.2.1.54
- Zuger Fronleichnamsmesse (deutsche Messe für gemischten Chor, Volksgesang und Blasorchester oder Orgel), 2008, StA ZG P 389.2.1.55
- Zunftmeister H. U. Froehlich-Marsch, 1969, StA ZG P 389.2.1.56

## Preise und Auszeichnungen (Auswahl)
- 1973: Auszeichnung beim Kompositionswettbewerb der Union Européenne de Radio-Télévision (Europäische Rundfunkunion) mit dem Marsch «Transeurope»
- 1988: Anerkennungspreis des Regierungsrates des Kantons Zug
- 1990: Stephan-Jaeggi-Preis des Eidgenössischen Musikverbandes
- 2001: Sonderpreis für Chorkompositionen der Alberik-Zwyssig-Stiftung
- 2001: Ehrung der Stadt Zug mit dem Frauenthaler Lebkuchen
- 2004: Ehrenbürger seiner Heimatgemeinde Richenthal LU
- Ehrenmitglied des Verbands der Musikvereine des Kantons Zug (ZBV)
- Ehrenmitglied des Schweizerischen Musikpädagogischen Verbands (SMPV)
- Ehrenmitglied der Schweizerischen Arbeitsgemeinschaft für Jugendmusik und Musikerziehung (SAJM)des Kantons Zug

## Anekdoten
Sales Kleeb war ein brillanter Geschichtenerzähler. Davon existieren Tonaufnahmen. Im Luzerner Hinterländer-Dialekt erzählt Kleeb während mehr als 15 Stunden über 100 Geschichten aus seinem Leben. Diese Erzählungen sind ein Zeitdokument, welches für die Region Zug und seine luzernische Heimat, aber auch für die gesamte schweizerische Musik- und Musikschulszene aufschlussreich ist.